# Olha Hejko-Matusevyč
Olha Hejko-Matusevyč (* 9. září 1953, Kyjev) je filoložka, manželka ukrajinského disidenta Mykoly Matusevyče, aktivistka za lidská práva, členka Ukrajinské Helsinské skupiny, vězněná sedm let za "antisovětskou agitaci" v gulagu a ve vyhnanství. Koncem 80. let sekretářka Ukrajinského kulturologického klubu.

## Život
Olha Dmitrivna Hejko se narodila 9. září 1953 v Kyjevě. V roce 1976 vystudovala slovanskou filologii na Kyjevské státní univerzitě. Pracovala pak jako korektorka v nakladatelství Sovětská škola. Provdala se za redaktora v nakladatelství lékařské literatury a zakládajícího člena Ukrajinské Helsinské skupiny Mykolu Matusevyče. Její sestra Maria je grafička.
Po zatčení členů Ukrajinské Helsinské skupiny, včetně jejího manžela, 24. dubna 1977 vystoupila na protest z Komsomolu a zapojila se do kampaně na jejich obranu. Podávala stížnosti a prohlášení na prokuraturu a KGB a obracela se na veřejnost prostřednictvím zahraničních novinářů. Často byla pod falešnými záminkami zadržována policií. 13. května 1977 se stala členkou Ukrajinské Helsinské skupiny. Bezprostředně po procesu s Matusevyčem a Myroslavem Marynovyčem byla lstí na dva měsíce izolována ve venerologické léčebně až do doby než byli odsouzení odvezeni z Kyjeva. Po propuštění z nemocnice ztratila zaměstnání pod záminkou předchozí „absence“.
Na konci roku 1978 ji Matusevyč vzkázal, aby opustila SSSR. V dubnu 1979 dostala pozvání ze Spojených států. Když se pokusila dostat na americký konzulát v Kyjevě, byla zadržena policií a bylo jí řečeno, že pokud se pokusí vstoupit na konzulát, bude zatčena na základě obvinění z krádeže nebo prostituce. Zažádala o povolení k emigraci ze SSSR a poslala svou žádost o emigraci a další dokumenty osobně Leonidu Brežněvovi.
V lednu 1979 byla předvolána KGB a seznámena s nikde nezveřejněným usnesením Nejvyššího sovětu SSSR z roku 1972 o opatřeních proti disentu. Na přelomu let 1979 a 1980 byla napadena, bylo jí vyhrožováno znásilněním a vraždou, byla zadržena policií a byl na ni vyvíjen nátlak, aby vzala zpět svou žádost o povolení emigrovat.
Dne 12. března 1980 byla zatčena na základě obvinění z "hanobení sovětského státního a společenského zřízení" (článek 187-1 trestního zákoníku Ukrajinské SSR). Během vyšetřování se vzdala sovětského občanství, neodpovídala na žádné otázky a nepodepsala výslechové protokoly. Svou vinu nepřiznala. Dne 26. března 1980 ji kyjevský městský soud odsoudil ke třem letům v táboře všeobecného režimu. Trest si odpykávala v táboře Jug-311/74 v Oděse.
V den propuštění byla zadržena při výjezdu ze zóny třemi muži v civilu a odvezena do místní kanceláře KGB, kde na ni činili nátlak, aby se zřekla svého přesvědčení. Poté, co odmítla, byla obviněna podle části 1 článku 62 trestního zákoníku Ukrajinské SSR z protisovětské agitace a propagandy. Dne 10. října 1983 ji Oděský oblastní soud odsoudil ke třem letům v ženském táboře s přísným režimem. Trest si odpykávala v táboře ZH-385/3-4 v Baraševu v Mordvinsku. Účastnila se vězeňských protestů, byla držena na samotce a v ubikaci se zvýšenou ostrahou.
12. března 1986 se vrátila do Kyjeva a z vězení byla definitivně propuštěna v srpnu 1987. Pracovala jako učitelka v mateřské školce a jako malířka plakátů. V letech 1987 - 1989 byla spoluzakladatelkou a poté tajemnicí první nezávislé organizace zaměřené na zkoumání historie Ukrajiny - Ukrajinského kulturního klubu.
Od roku 1990 byla šéfredaktorkou časopisu Ukrajinské pravoslavné církve Církev a život, pracovala ve vydavatelském oddělení Archeologického ústavu Akademie věd Ukrajiny, ve zpravodajské agentuře UNIAN a redigovala Bulletin Liberální strany Ukrajiny. V informační a vydavatelské společnosti KN pracovala jako vedoucí vysílání sborníku Ukrajina dnes.

### Ocenění
- 8. listopadu 2006 jí prezident Ukrajiny Viktor Juščenko udělil Řád za odvahu 1. třídy.[6]